# Варыж (приток Пызепа)
Вары́ж — река, протекающая по Глазовскому и Балезинскому районам Удмуртии, левый приток Пызепа (бассейн Волги).

## Название
Гидроним «Варыж» по мнению краеведа А. В. Баженовой произошёл от родового имени удмуртов (удм. Варыш «ястреб»). Также существует версия происхождения гидронима (от общеперм. «Вар» — возвышение и «Иж» — водный источник).

## География
Река берёт начало в 2 километрах к северу от села Карсовай Балезинского района. На реке имеется несколько прудов, в том числе в окрестностях Карсовая. Протекает по территории Балезинского и в нижнем течении Глазовского районов. Для Варыжа, как и для других рек в этом регионе, характерна извилистость на всем протяжении. Большое количество перекатов. Русло реки неустойчиво, в пойме много стариц. Впадает в реку Пызеп в паре километров к юго-востоку от деревни Полом.

## Гидрология
Длина реки — 39 км, площадь водосборного бассейна — 301 км². Имеет смешанное питание с преобладанием снегового, от атмосферных осадков и подземных вод. Варыж впадает в Пызеп с левой стороны близ деревни Полом в 18 км от устья. Ширина русла возрастает от 6 до 8 м в среднем течении и до 20-22 м в низовьях. Глубина на перекатах колеблется от 0,4-0,6 м до 1,5 м. Скорость течения — 0,2 — 0,4 м/с, расчетный средний расход воды в устье 2,78 м³/с.
Главные притоки: Мундес, Нюлса (правые); Карсовай (левый).

## Хозяйственное использование
В районе деревни Кельдыково до революции на реке Варыж работала мельница, а в 1950-е годы здесь же стояла гидроэлектростанция, которая обеспечивала соседние деревни электричеством. Недалеко от деревни Мыртыково также стояла мельница — Ванявуко.

## Данные водного реестра
По данным государственного водного реестра России относится к Камскому бассейновому округу, водохозяйственный участок реки — Чепца от истока до устья, речной подбассейн реки Вятка. Речной бассейн реки — Кама.
Код объекта в государственном водном реестре — 10010300112111100033131.

## Топографические карты
- Лист карты O-39-XVII Глазов. Масштаб: 1 : 200 000. Состояние местности на 1984 год. Издание 1993 г.
- Лист карты O-39-XVIII Карсовай. Масштаб: 1 : 200 000. Состояние местности на 1984 год. Издание 1993 г.